# Plan de Ayala, Ixhuatlán del Café
Plan de Ayala är en ort i Mexiko.   Den ligger i kommunen Ixhuatlán del Café och delstaten Veracruz, i den sydöstra delen av landet, 240 km öster om huvudstaden Mexico City. Plan de Ayala ligger 1 238 meter över havet och antalet invånare är 522.
Terrängen runt Plan de Ayala är huvudsakligen kuperad, men den allra närmaste omgivningen är bergig. Runt Plan de Ayala är det mycket tätbefolkat, med 2 345 invånare per kvadratkilometer. Närmaste större samhälle är Córdoba, 10,0 km sydväst om Plan de Ayala. I omgivningarna runt Plan de Ayala växer i huvudsak städsegrön lövskog.